# Thais Lago
Thais Lago da Silva (Salvador, 11 de março de 1990), mais conhecida por Thais Lago, é uma atriz, modelo, diretora e produtora cultural brasileira, nascida na cidade de Salvador, conhecida por seus trabalhos na novela Cúmplices de um Resgate, em 2015, e na série de televisão 3%.

## Biografia
Thais Lago nasceu em Salvador, município brasileiro, capital da Bahia.
Em 2005, muda-se para São Paulo com um grupo de 16 pessoas, quando estava começando a carreira de modelo. Começou a trabalhar, conseguiu pagar suas contas e decidiu que ia ficar. Aos 20 anos, por conta do trabalho publicitário, Thais começou a fazer teatro e viu nele uma oportunidade de carreira. Em 2010, ela foi estudar cinema, na Universidade Anhembi Morumbi, onde se graduou em 2014.
Em 2015, apostando na carreira de diretora, Thais abre com mais duas pessoas, um estúdio de fotografia e produção audiovisuais – a casa38estúdio (grafada C38), localizada na cidade de São Paulo, onde são produzidos trabalhos com moda e publicidade. Apesar do trabalho como diretora e produtora, Thais continua atuando em frente às câmeras.

## Carreira
Thais começou o trabalho na televisão na telenovela Sangue Bom, novela das sete da Rede Globo, exibida entre 29 de abril e 1 de novembro de 2013. Sua personagem, a ambiciosa Mari, era uma recepcionista que tinha o sonho de ser atriz de novela e fazia de tudo para ficar famosa.
Em 2015, integrou o elenco da adaptação brasileira da telenovela mexicana Cómplices al rescate. A adaptação Cúmplices de um Resgate foi produzida e exibida originalmente pelo SBT entre os dias 3 de agosto de 2015 e 13 de dezembro de 2016. No papel da Professora Flávia Santana, Thais traz uma personagem que é professora da escola municipal do vilarejo – lugar onde se passa grande parte da história. No decorrer da história, sua personagem se apaixona pelo pastor da igreja do vilarejo, interpretado por Augusto Garcia, o romance porém, é bastante julgado antes de qualquer possibilidade de acontecer.
Em 2018, após três testes, Thais junta-se ao elenco da série brasileira 3%, produzida pelo serviço de streaming Netflix. Na trama, a atriz vive a médica Elisa, que vive um romance contubardo com Rafael (Rodolfo Valente). A série que tem repercussão internacional, lançou recentemente a terceira temporada, onde Thais volta trazendo a médica como personagem. Thais se diz grata por esse papel e diz que recebe mensagens de vários países através das redes sociais.

## Filmografia
| Ano         | Título                                 | Personagem                | Nota                                                    |
| ----------- | -------------------------------------- | ------------------------- | ------------------------------------------------------- |
| 2013        | Sangue Bom                             | Marisa Rosa (Mari)        |                                                         |
| 2015        | Cúmplices de um Resgate                | Professora Flávia Santana |                                                         |
| 2015        | Quero ter um milhão de amigos (#QT1MA) | Pagu                      | Episódio: "Homens livres, leves, lindos e desimpedidos" |
| 2015        | Quero ter um milhão de amigos (#QT1MA) | Pagu                      | Episódio: "Olha a baleia!"                              |
| 2017 - 2020 | 3%                                     | Elisa                     | Temporada 2, 3 e 4                                      |
| 2024        | Desejos S.A.                           | Maria Santos              |                                                         |